# 1989 nos jogos eletrônicos
Em 1989, surgiram várias sequências e prequelas de videogames, como Phantasy Star II, Super Mario Land, Super Monaco GP, ao lado de novos títulos como Big Run, Bonk's Adventure, Final Fight, Golden Axe, Strider, Hard Drivin' e Teenage Mutant Ninja Turtles. 1989 foi o ano do lançamento do Mega Drive e TurboGrafx-16 na América do Norte e do Game Boy em todo o mundo incluindo Tetris e Super Mario Land.
No Japão, os jogos mais jogados do ano foram Final Lap da Namco e Tetris da Sega, enquanto nos EUA os jogos mais jogados no arcade foram Double Dragon, Super Off Road e Hard Drivin'. O console mais vendido do ano o NES pelo sexto ano consecutivo. 
Os jogos mais vendidos no ano no Reino Unido foram Super Mario Bros. 3 no Japão e RoboCop.

## Lançamentos importantes

### Jogos
- Em fevereiro – Atari lança o jogo de arcade Hard Drivin' , com gráficos poligonais 3D, simulação física e volante com feedback de força..
- 21 de março – A Sega lança Phantasy Star II, um marco no gênero RPG.
- 21 de abril – Nintendo lança Super Mario Land para o Game Boy, introduzindo a Princesa Daisy na séria Mario.
- Maio – Sega lança Golden Axe, o primeiro jogo da série Golden Axe.
- 12 de maio – A Konami lança Teenage Mutant Ninja Turtles pro NES, um doso primeiros jofos baseados no desenho animado Tartarugas Ninja de 1987, sendo lançado logo após o lançamento da segunda temporada do desenho.
- 5 de junho – Bullfrog lança Populous, um dos primeiros god games a fazer sucesso.
- Junho – Lucasfilm Games lançou o jogo de quebra-cabeças Pipe Mania.
- 11 de julho – Capcom lança Mega Man 2 em alguns outros pases.
- 27 de julho – Nintendo lança Mother no Japão, the first of a trilogy of role-playing games produced by celebrity writer Shigesato Itoi.
- Agosto – Nintendo of America apresenta a franchise Dragon Quest nos EUA.
- 26 de agosto – A Nintendo lança Zelda Game & Watch.
- Setembro – Atari Games lança S.T.U.N. Runner nos arcades, um jogo 3D de combate e corrida.
- 14 de setembro– Capcom lança DuckTales para NES baseado na animação da Disney para a TV.
- 3 de outubro – Brøderbund lança Prince of Persia para o decadente Apple II, Que estava em desenvolvimento desde 1985. Portes para outras plataformas tornaram o jogo um sucesso.
- 3 de outubro – Maxis releases Will Wright's SimCity, the first of the "Sim" games and a revolutionary real-time software toy.
- 6 de dezembro – Strategic Studies Group lança Warlords que foi um dos primeiros jogos de fantasia baseado em turnos.
- 15 de dezembro – Hudson Soft lança Bonk's Adventure, iniciando a franchise Bonk.
- 15 de dezembro - A Tecmo lança Bad News Baseball no Japão.
- 15 de dezembro – Techno Soft lança Herzog Zwei para Mega Drive no Japão estavelecendo as bases para jogos de estratégia em tempo real.
- 22 de dezembro – Konami lança Castlevania III: Dracula's Curse, o terceiro e último jogo da série para NES.
- Tengen lança uma versão não liscenciada de Tetris que foi recolhida depois que a Nintendo processou Tengen.
- Wes Cherry escreve Paciência e Robert Donner escreve Campo Minado, que são incluidos pela Microsoft no Windows começando na versão 3.
- Psygnosis lança do jogo de plataforma Shadow of the Beast, mostrando as capacidades do Amiga e ajudando nas vendas do computador.
- Sega lança Wonder Boy III: The Dragon's Trap que depois seria adaptado pela Tectoy para o mercado brasileiro como Turma da Mônica em O Resgate.
- Spectrum Holobyte's Vette! para PC e Macintosh apresenta uma versão 3D de sombreamento plano de San Francisco.
- Three-Sixty Pacific lança o jogo de guerra pra computador Harpoon.
- Atari Corporation lança um novo lote de cartuchos para Atari 2600 incluindo Secret Quest.

## Revistas
Durante esse ano, as 12 edições da revista Computer Gaming World mostraram cada vez menos jogos sendo lançados para os computadores Apple II e Atari de 8 bits. 